# 에도 막부
에도 막부(일본어: 江戸幕府 에도바쿠후[*]) 또는 도쿠가와 막부(일본어: 徳川幕府 도쿠가와바쿠후[*])는 일본사에서 가마쿠라 막부, 무로마치 막부에 이어 세 번째이자 최후 막부로, 1603년에서 1868년까지 지속하였다.
에도 막부는 도쿠가와 이에야스가 세키가하라 전투에서 무로마치 막부의 통치력이 붕괴된 이래 벌어진 센고쿠 시대를 종결시킨 이래 성립되었다. 도쿠가와 이에야스는 전투에서 승리한 직후 쇼군으로 떠올랐고, 도쿠가와 가문은 에도(현재의 도쿄)에서 전 일본의 다이묘들을 다스리는 유력 가문이 되었다. 에도 막부는 도쿠가와 가문에 대한 충성심을 기반으로 사회 전체를 철저히 구분하였고, 사회 안정을 위하여 쇄국 정책을 펼쳐 극소수의 경우를 제외하고는 외지인들의 출입을 막았다. 에도 막부가 다스리던 에도 시대에는 급격한 경제 발전과 도시화가 이루어졌고, 이로 인하여 부유한 대상인계급의 출현과 함께 우키요에와 같은 문화적 발전들이 이루어졌다. 에도 막부가 통치한 이 시기를 에도 시대라고 한다.
에도 막부는 1853년에 시작된 막말 시기부터 쇠락하기 시작하였고, 결국 1868년 천황을 중심으로 한 개혁파들이 일으킨 메이지 유신으로 인하여 붕괴된다. 이후 메이지 정부가 일본 제국을 세웠으며, 에도 막부의 잔존 세력들은 보신 전쟁을 일으켜 다시 권력을 되찾고자 하였으나 에조 공화국에서 일어난 하코다테 전쟁에서 패배하면서 완전히 소멸하게 된다.

## 개요
1603년 3월 24일(게이초 8년 음력 2월 12일)에 도쿠가와 이에야스가 쇼군(征夷大将軍 세이이타이쇼군[*])에 취임하고 막부를 창설하였을 때부터 시작되어, 1867년 11월 9일 (게이오 3년 음력 10월 14일)에 15대 쇼군인 도쿠가와 요시노부가 대정봉환이라는 이름으로 정권을 천황에게 넘기면서 막을 내렸다. 도쿠가와 가문의 쇼군들이 일본을 지배한 이 264년간의 시기를 에도 시대 또는 도쿠가와 시대라 한다. 에도 막부는 바쿠한(幕藩) 체제 밑에 사농공상의 신분을 고정하고, 기독교 금지를 구실로 쇄국을 하고, 후에는 유교적 교화도 이용하면서 전국 지배를 강화했다. 조선에 대해서는 1607년부터 1811년까지 통신사를 12회 초청하여 두 세기 동안 양국간의 밀접한 교류를 하였다. 에도 시대 말기, 막부 타도 운동이 융성하였던 격동의 시기는 막말(幕末 바쿠마쓰[*])이라 칭한다.

## 역사

### 설립 이전
이전의 무로마치 막부가 지방의 영주들에 대한 통제권을 상실하자, 이때부터 각주의 군웅들이 할거하며 본격적으로 센고쿠 시대가 개막하게 된다. 수없이 많은 유력자들이 떴다가 사라지고 도시들이 발전과 쇠퇴를 거듭하였으나, 결국 오다 노부나가가 아즈치-모모야마 시대에 혼란을 수습하고 중앙 정부의 기틀을 다시 잡았다. 허나 오다 노부나가는 부하의 배신으로 목숨을 잃었고, 그의 뒤를 이어 도요토미 히데요시가 권력을 잡았다. 일본의 절대적 권력자로 군림한 도요토미 히데요시는 내부의 불화를 없애고 지지자들을 결집하기 위하여 조선을 정벌하고자 했고, 이로 인해 임진왜란과 정유재란이 발발했다. 하지만 도요토미 히데요시가 조선 정벌에 실패하고 사망하자, 당시 도요토미 히데요시 다음가는 권력자였던 도쿠가와 이에야스는 쇼군이 되겠다는 마음을 노골적으로 나타냈고, 이에 이시다 미쓰나리는 도요토미 가문을 수호한다는 명분 하에 도쿠가와 토벌군(서군)을 창설하게 된다. 서군은 명분상 모리 데루모토를 총대장으로 삼았고, 도쿠가와 이에야스는 이에 맞서 동군을 창설한다. 1600년 서군과 동군 총 10만의 병력이 세키가하라에서 결전을 펼치게 되는데(세키가하라 전투), 이때 고바야카와 히데아키가 서군을 배반하고 동군에 항복함으로써 서군은 대패하고 이시다 미쓰나리는 잡혀 처형당하게 된다. 1603년 3월 24일 일본의 패권을 완전히 잡은 도쿠가와는 에도 막부를 건립하게 된다. 이후 도쿠가와 가문에 반항하였던 다이묘들은 봉지를 대거 잃었고, 세력도 크게 약화되었다. 반대로 도쿠가와의 편에 섰던 다이묘들은 큰 상을 받았으며, 에도에 가까운 핵심 영지들을 수여받았다.

### 도요토미가 멸망
에도 막부는 설립되였지만 도쿠가와에게는 도요토미 히데요시의 아들이었던 도요토미 히데요리라는 걸림돌이 남아있었다. 이에 1614년 도쿠가와 이에야스는 도요토미 히데요리가 있는 오사카를 공격하였고 이에야스는 히데요리와 그의 가족들의 목숨과 영지는 보장하지만 막부의 지시를 받드는 것을 요구하였고, 히데요리가 이를 받아들이며 전쟁은 끝나는 듯 했으나 오사카 성에 잔류하던 히데요시의 가신들(낭인)은 승복할 수 없다며 무기와 낭인들을 계속 모아 다시금 전쟁을 준비하고 있었다. 이에야스는 오사카 성내의 낭인들을 내칠것을 히데요리에게 요구하였으나 낭인들을 통제하지 못한 히데요리는 돌이킬 수 없는 전쟁을 다시금 하게 된다. 허나 이미 도요토미 가문은 기우는 해였으며, 결국 히데요리는 수적 열세를 극복하지 못하고 정실 오센은 오사카 성에서 도망을 시키고 어머니 요도도노와 함께 폭탄을 폭발시켜 자진하며 도요토미 가문은 멸망하게 된다.

### 번영
에도 시대의 사회는 전대의 막부들과는 다르게 엄격한 신분제도로 묶여 있었다. 이 신분제도는 도요토미 히데요시가 처음으로 구상한 것으로, 영주 계급인 다이묘들이 최상위를 차지하였고 그 다음이 무사 계급인 사무라이들이었다. 그 아래에는 농민들, 장인들, 상인들이 있었다. 다만 지방으로 내려갈 수록 다이묘들과 사무라이들 간의 구분이 희미해졌는데, 이는 다이묘들이 무술을 연마하며 사무라이와 비슷한 교육을 받았으며 사무라이들은 지방의 권력자로서 막대한 영향력을 갖고 있었기 때문이었다. 다만 이 외의 계급들 간의 격차는 매우 엄격하게 유지되어서, 막부 말기 시대에 이르자 이같은 심한 차별대우는 사회적 불안정을 불러일으키는 계기가 되었다. 또한 농민들에게 부과된 세금들은 시간이 흐르고 물가가 올라도 여전히 일정한 양이었기에, 실제로 지배계급들이 거두어들이는 실질적인 세입은 지속적으로 감소하였다. 이때문에 다이묘들은 끊임없이 세금을 올리려고 하였고, 농민들은 당연히 이에 크게 반발하면서 크고 작은 반란들이 계속 일어났다. 다만 이 농민 반란들은 제대로 담합이 이루어지지 못했기에 서구 열강들이 등장하기 전까지는 에도 막부에게 큰 위협이 되지 못하였다.
19세기 중반 무렵, 몇몇 강력한 다이묘들이 천황에게 권력을 되찾아준다는 명분으로 반란을 일으켰고, 결국 보신 전쟁에서 승리하면서 메이지 유신을 일으켜 에도 막부를 뒤엎는 데에 승리했다. 결국 에도 막부의 마지막 쇼군 도쿠가와 요시노부가 대정봉환을 통하여 천황에게 권력을 되돌려 주면서 1868년에 마침내 에도 막부의 통치가 끝나게 된다. 비록 급격한 현대화의 물결에 제대로 적응하지 못하여 역사의 뒷길로 사라지기는 하였으나, 에도 막부는 260년이 넘는 세월동안을 견디며 일본에서 가장 오랫동안 존속한 막부이며, 화려한 문화를 꽃피우고 뛰어난 경제적인 발전을 이루어내는 등 일본 역사상 최고의 황금기들 중 하나를 구가한 막부였다.

## 정치

### 막번체제
에도 시대의 정치 체제는 막번체제라고 한다. 막번체제의 정점에 서있었던 막부는 일본어로 '바쿠후(幕藩)'라고도 한다. 본디 바쿠후란 일본에서 장군의 진영을 가리키는 말이었으나, 무사들이 권력을 잡고 쇼군이 되어 천황을 제치고 국정을 좌지우지하자 뜻이 바뀌어 쇼군 중심의 실질적인 정부를 일컫는 말이 되었다. 한편 지방은 다이묘들이 권력을 잡고 각기 다른 '번'들을 다스렸는데, 이들은 번에서 자체적인 지방정부를 꾸리며 정책, 법령 집행 등도 자치적으로 실시할 수 있었다. 에도 막부는 1603년에 건립된 이래 끊임없는 조치들을 통하여 지방에 미치는 쇼군의 영향력을 확대하기 위해 온갖 노력을 다했고, 쇼군의 권력이 증대됨에 따라 다이묘의 자치성은 반대로 감소했다. 다이묘들의 수는 조금씩 차이는 있지만 에도 시대 내내 대략 270여 명 정도를 유지했다.

### 역직
친정한 쇼군도 존재하지만, 기본적으로 정치 결정의 대부분은 로주와 다이로급 역직(役職) 담당자인 '막각(幕閣)'이 담당했다. 권력이 한 곳으로 집중되는 것을 피하기 위해 주요 역직은 복수의 사람이 1개월마다 교대로 담당하는 시스템을 운용하였고, 중요한 결정은 합의를 원칙으로 하였다.
로주나 다이로, 그리고 보좌역인 와카도시요리는 후다이 다이묘 중에서 선임되었고, 오메츠케, 산부교 등 요직에는 후다이 다이묘나 하타모토가 배치되어 실무를 담당했다.
막부 직할령인 천령(天領) 혹은 어령(御領)은 전국에 산재해 있었는데, 이를 위한 역직으로는 교토쇼시다이, 오사카 죠다이, 온고쿠부교, 군다이(郡代)/다이칸(代官)이 있었다.
1. 쇼군─(자문 : 다이로)
2. 로주-와카도시요리─(감시 : 메츠케)
3. 간조부교 / 마치부교 / 지샤부교
4. 하타모토 / 고케닌

도쿠가와 막부관직의 실무자는 크게 다음 2가지로 나누어진다.
- 하타모토 : 1만석 미만 도쿠가와가 직속 가신단 중에서 쇼군 알현 가능자
- 고케닌 : 1만석 미만 도쿠가와가 직속 가신단 중에서 쇼군 알현 불가능자

18세기 경, 에도 막부는 22,000여 명에 달하는 가신들을 거느렸고, 이들 중 대부분은 봉토를 받지 못한 채 봉급을 받아 생활했다.

### 다이묘
막부는 다이묘를 통제하기 위해 무가제법도와 참근교대 제도를 정비했다.
| 수뇌부 - 다이로 : 막부 초기의 대정참여 - 로주 - 소바요닌·오소바고요토리쓰기 | 후다이 다이묘의 주요 관직 - 교토쇼시다이 - 오사카 죠다이 - 지사부교 - 와카도시요리 - 소샤반 |

### 하타모토
| 로주 지배 하타모토 직제 부교 (일본사) - 요리키 - 조장 (일본사) / 도신 (일본사) 번장 (일본사) - 番衆 - 伊賀者 / 進上番 - 高家 - 고산쿄家老 - 메츠케 - 闕所物奉行 / 肝煎坊主 / 宗門改加役人別帳改 / 道中奉行 / 服忌令分限帳改 / 日記帳改 / 十里四方鉄砲改 - 側衆 - 루스이 : 다이묘 부재시 막부의 지시를 접수하는 가신 - 오반 (에도 시대) - 마치부교 - 간조부교 - 旗奉行 - 作事奉行 - 京都大工頭 / 大工頭 / 作事下奉行 / 畳奉行 / 細工所頭 / 細工所勘定役頭取 / 細工所勘定改役 / 細工方改役 / 作事方被官 / 作事方小役 / 作事方手代 / 作事方書役 / 作事方定普請同心組頭 / 作事方手大工組頭 / 作事方定小屋門番人 / 餝棟梁 / 作事方大棟梁 / 大鋸棟梁 / 小細工奉行 / 瓦奉行 / 植木奉行 / 作事方庭作 - 普請奉行 - 甲府勤番支配 - 駿府定番 - 禁裏付 - 仙洞付 - 鑓奉行 - 小普請組支配 - 大坂船手 - 勘定吟味役 - 온고쿠부교 - 交替寄合 / 駿府城代 / 駿府定番 / 駿府城定番目付 / 久能山総門番 / 久能山総門番目代 / 駿府加番 / 駿府町奉行 / 禁裡付 / 仙洞付 / 교토 마치부교 / 雑色 / 伏見奉行 / 나가사키 부교 / 奈良奉行 / 伊勢山田奉行 / 日光奉行 / 堺奉行 / 浦賀奉行 / 新潟奉行 / 佐渡奉行 / 箱館奉行 / 羽田奉行 / 甲府勤番支配 / 表絵師 / 奥絵師 | 와카도시요리 지배 하타모토 직제 - 메츠케 - 徒目付組頭 / 小十人目付組頭 / 貝役 / 押太鼓役 / 掃除頭 / 提灯奉行 / 中間頭 / 駕籠頭 / 黒鍬頭 / 小人頭 / 表火之番組頭 / 玄関番 / 中の口番 / 伝奏屋敷番 / 浜吟味役 / 小普請方改役 / 二の丸火之番 / 目付支配無役世話役 - 御広敷用人 - 数奇屋坊主頭 - 番頭 - 同朋頭 - 馬医方 - 召馬預 - 馬預 - 二丸留守居 - 書物奉行 - 駒場薬園預 - 小石川薬園奉行 - 持弓頭]]・持筒頭 - 吹上奉行 - 火消\|定火消役]] - 浜御殿奉行 - 코쇼 - 膳奉行 - 賄頭 - 先手頭\|先手頭・弓頭・鉄砲頭]] - 膳所台所頭 - 쓰카이반 - 奥膳所台所頭 - 表台所頭 - 西の丸膳所台所頭 - 西丸裏門番之頭 - 西の丸表台所頭 - 歌学者 - 典薬頭 - 小納戸]] - 表番外科 - 船手]] - 表番医師 - 奥外科 - 奥鍼治 - 鷹匠]]頭 - 奥医師 - 奥右筆]]組頭 - 奥口科医師 - 奥眼科医師 - 寄合医師 - 御目見医師 - 小石川養生所医師 - 天文方 - 林大学頭 - 学問所奉行 - 蕃書調所頭取 - 奥儒者 - 表祐筆組頭 - 奥祐筆組頭 - 進物番 - 腰物奉行 - 納戸頭 - 西の丸諸役 - 御三卿付諸役 - 屋敷改並新地改（新地奉行） - 召船役 - 中川番 - 火付盗賊改 - 徒頭 - 小十人頭 - 鳥見組頭 - 出火之節見廻役 - 本所深川出火之節見廻役 - 使番 - 定火消役 - 鉄砲方 - 鉄砲百人組頭 - 中奥番 - 中奥小姓 - 書院番頭 - 新番頭 - 小普請奉行 - 奥詰衆 - 講武所奉行 - 材木石奉行 - 軍艦操練所頭取 기타 - 郡代 - 駿府勤番組頭 |

### 막부말기 신설
- 쇼군 후견직(将軍後見職)

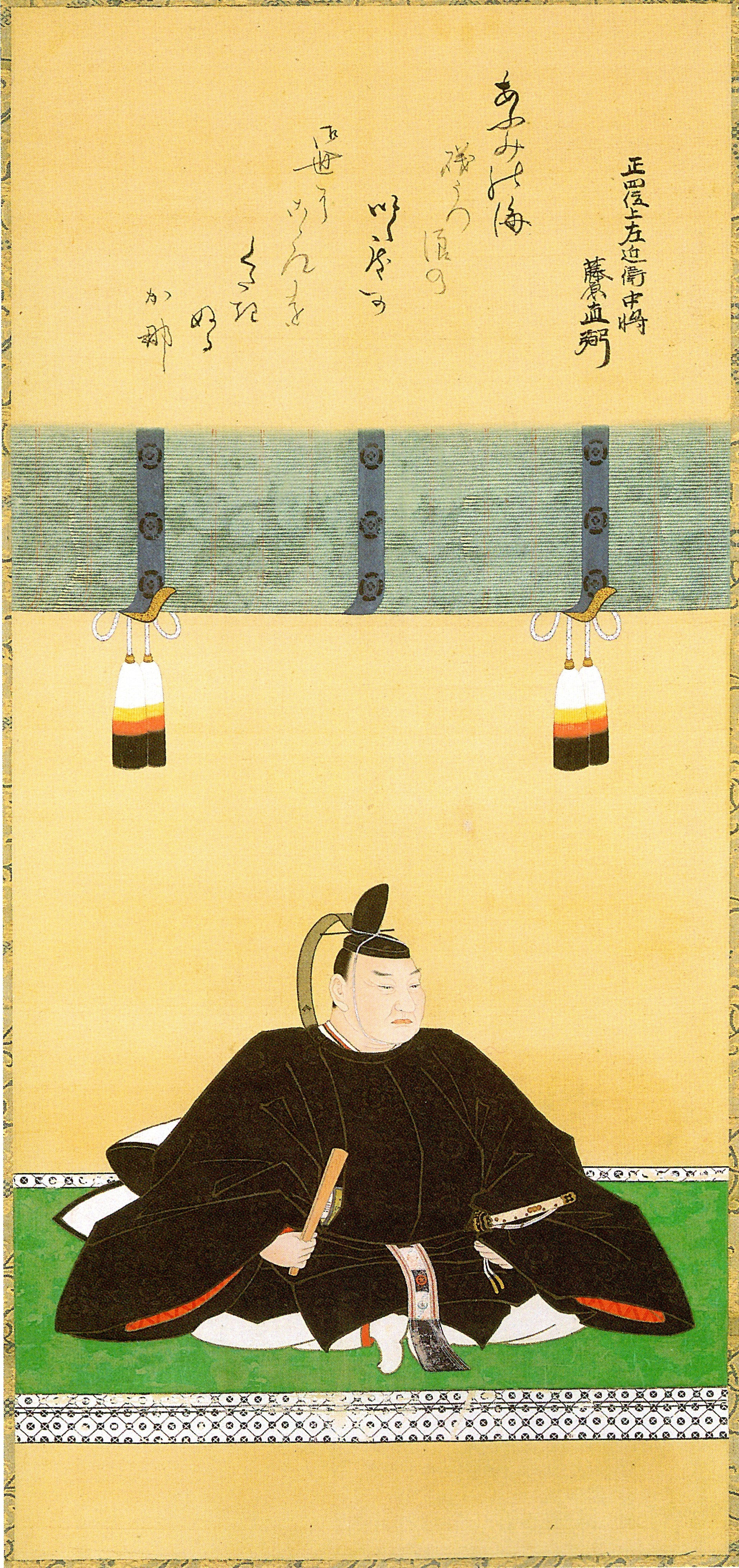
다이로 이이 나오스케

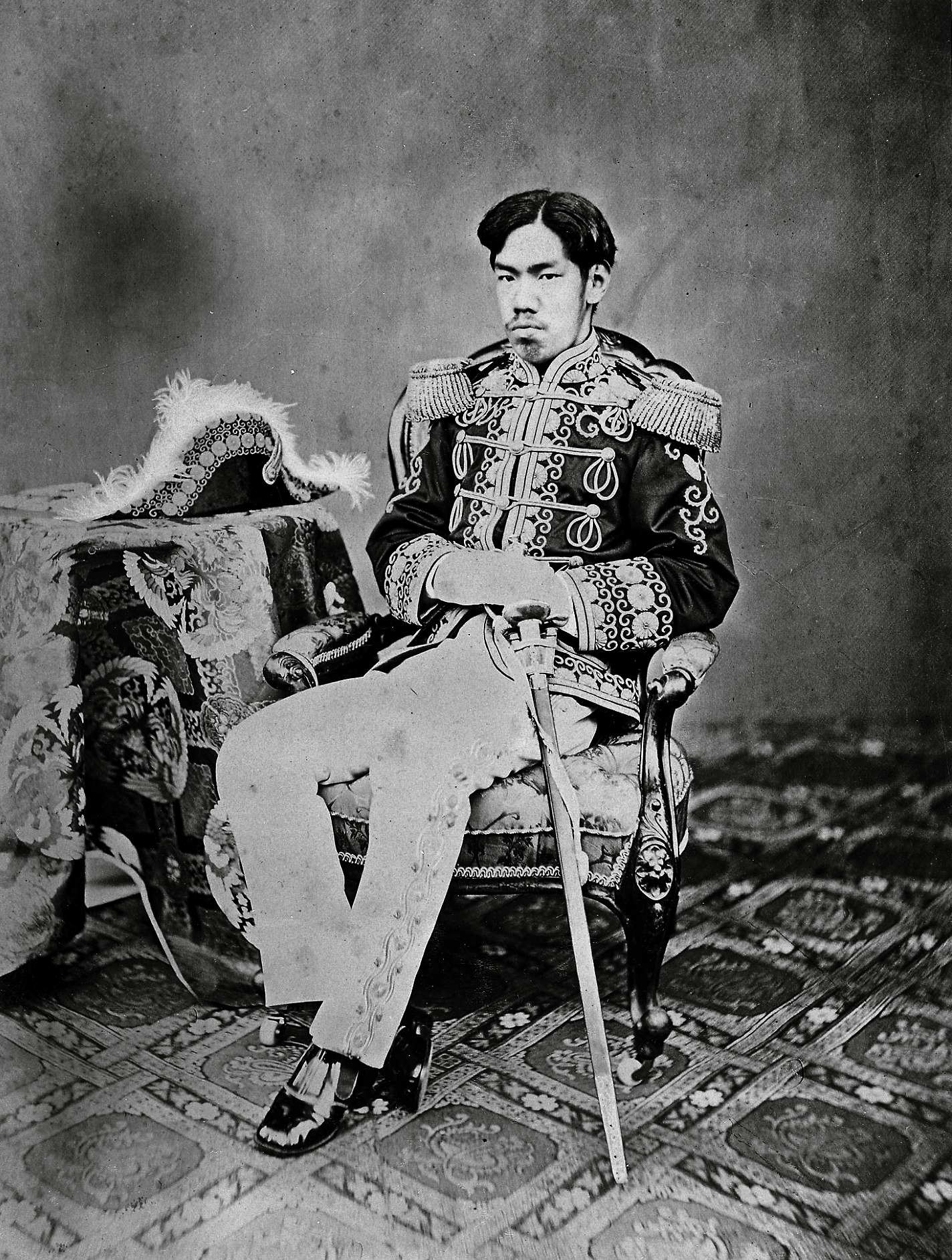
메이지 천황의 사진

- 정사총재직(政事総裁職) : 神奈川奉行 / 효고 부교(兵庫奉行) / 山陵奉行
- 国内事務総裁職
- 外国事務総裁職 :外国惣奉行 : 外国奉行
- 회계총재직 会計総裁職
- 京都守護職 : 京都見廻役
- 군사총재직 軍事総裁職
  - 幕府海軍 : 海軍総裁職 / 海軍奉行 / 軍艦奉行
  - 幕府陸軍 : 陸軍総裁職 / 육군 부교 陸軍奉行 : 기병 부교 騎兵奉行 / 보병 부교 歩兵奉行 / 撤兵奉行 / 총대 부교 銃隊奉行

## 사회
에도 막부 정권 시기에는 그 이전의 사무라이 집권시대와 많은 차이를 보였다. 에도에 설치된 막부는 전국의 다이묘(봉건 영주)들을 강력하게 통제하는 정책을 하였고, 전국 각지의 군사적 요충지와 상업지역, 무역항구 등을 직할지로 삼아 전 열도를 중앙에서 어느정도 통제할 수 있었다. 이 때문에 에도 막부 정권을 '중앙집권적 봉건시대'라고 부르기도 한다.
도쿠가와 이에야스와 도쿠가와 히데타다가 20년에 걸쳐 안정시킨 막부를 이어받은 3대 쇼군 도쿠가와 이에미쓰는 중신들에게 유교 사상을 철저히 연구할 것을 지시했고, 한편으로 도쿠가와 미쓰쿠니 등은 《대일본사》(大日本史)와 같은 역사서를 편찬하는 등 문치(文治)를 지향하였으며:224~225, 이를 바탕으로 5대 쇼군 도쿠가와 이에쓰나 대에 에도 막부는 겐로쿠 호황이라고 부르는 최대의 전성기를 맞이했다.:225
도요토미 히데요시가 임진왜란을 일으키려고 실시한 징병제를 도쿠가와 이에야스가 세키가하라 전투에서 승리하고 난 이후 다른 다이묘들을 무장해제 시키려고 폐지했는데 도쿠가와 이에야스는 다이묘들이 병력을 함부로 양성하지 못하게 병역을 모병제로 바꾸었다.

### 마비키
에도시대 일본에서는 영아 살해, 즉 마비키(間引) 풍습이 존재하였다. 관동지방과 동북지방에서는 농민의 가난이 원인이였고, 도시에서는 공,상 계급의 간통이 주 원인이였다. 에도 막부와 제번에서 이러한 행위를 비난해왔으나, 처벌 받는 경우는 드물었고 어른의 살인과 똑같이 취급되지도 않았다.

## 행정구역
대국
야마토국·가와치국·이세국·무사시국·가즈사국·시모사국·히타치국·오미국·고즈케국·무쓰국·에치젠국·하리마국·히고국
상국
야마시로국·셋쓰국·오와리국·미카와국·도토미국·스루가국·가이국·사가미국·미노국·시나노국·시모쓰케국·데와국·가가국·엣추국·에치고국·단바국·다지마국·이나바국·호키국·이즈모국·미마사카국·비젠국·빗추국·빈고국·아키국·스오국·기이국·아와국·사누키국·이요국·부젠국·분고국·지쿠젠국·지쿠고국·히젠국
중국
아와국·와카사국·노토국·사도국·단고국·이와미국·나가토국·도사국·휴가국·오스미국·사쓰마국
하국
이즈미국·이가국·시마국·이즈국·히다국·오키국·아와지국·이키국·쓰시마국

## 같이 보기
- 에도 시대
- 에도성
- 오오쿠

### 내용주
1. ↑  조정 소재지
2. ↑  막부 소재지
3. ↑  명목상 국가원수
4. ↑  실질상 국가원수